# Endeavor Air
Endeavor Air (колишня Pinnacle Airlines, колишня Express Airlines I), (NASDAQ: PNCL) — регіональна авіакомпанія Сполучених Штатів Америки зі штаб-квартирою Міннеаполісі, США.
Endeavor Air працює під двома торговими марками (брендами) Northwest Airlink і Delta Connection магістральних авіакомпаній Northwest Airlines і Delta Air Lines відповідно.
Авіакомпанія використовує в ролі своїх головних вузлових аеропортів Міжнародний аеропорт Мемфіс, Столичний аеропорт Детройт округу Уейн, Міжнародний аеропорт Міннеаполіс/Сент-Пол і Міжнародний аеропорт Хартсфілд-Джексон Атланта.

## Історія
Авіакомпанія Express Airlines I була утворена в лютому 1985 року з метою забезпечення пасажирського авіасполучення між невеликими населеними пунктами і великими вузловими аеропортами країни. Першу партнерську угоду авіакомпанія уклала у травні 1985 року з Republic Airlines, яка була основним оператором в Міжнародному аеропорту Мемфіса і привертала невеликих регіональних перевізників для роботи на авіалініях місцевого значення, головним чином для вивільнення власних реактивних літаків Douglas DC-9 для їх використання на маршрутах більшої протяжності і завантаженості по пасажирському трафіку. У травні 1985 року Express Airlines I забезпечувала авіасполучення Мемфіса з трьома містами, рейси виконувалися на літаках Handley Page Jetstream, а протягом наступних п'яти місяців маршрутна мережа компанії зросла до десяти міст, що обслуговуються дев'ятьма літаками Handley Page Jetstream і двома Saab 340.
15 грудня 1985 року між авіакомпаніями був підписаний другий код-шерінг на операційну діяльність в іншому хабі — Міжнародному аеропорту Міннеаполіс/Сент-Пол. До святкування своєї першої річниці Express Airlines I використала 20 літаків Handley Page Jetstream і сім літаків Saab 340, обслуговуючи маршрути в 32 міста країни. Навесні 1986 року магістральна авіакомпанія Northwest Airlines оголосила про наміри придбати Republic Airlines, що і було реалізовано 1 жовтня 1986 року після проходження нормативних процедур затвердження та ратифікації угоди злиття перевізників акціонерами обох авіакомпаній.
Протягом перших десяти років Express Airlines I побудувала власну маршрутну мережу, що охоплює 56 міст на Середньому Заході США і в південно-східній частині країни. 1 квітня 1997 року приватна авіакомпанія Express Airlines I була придбана компанією Northwest Airlines, ставши її повністю консолідованою дочірньою структурою. Поглинання авіаперевізника спричинило за собою структурні зміни його маршрутної мережі зі зміщенням центру ваги перевезень в хаб Мемфіса і перенесенням туди ж штаб-квартири авіакомпанії серпня 1997 року.
7 травня 1999 року Express Airlines I оголосила про масовий перехід флоту авіакомпанії на реактивні літаки Bombardier Canadair Regional Jet (CRJ), експлуатувалися до того часу в Northwest Airlines. Мова йшла про 42 літаках CRJ, доставка яких Express Airlines I почалася в квітні 2000 року, перший регулярний рейс був виконаний 1 червня 2000 року за маршрутом Грінсвілл-Спартанберг (Південна Кароліна).

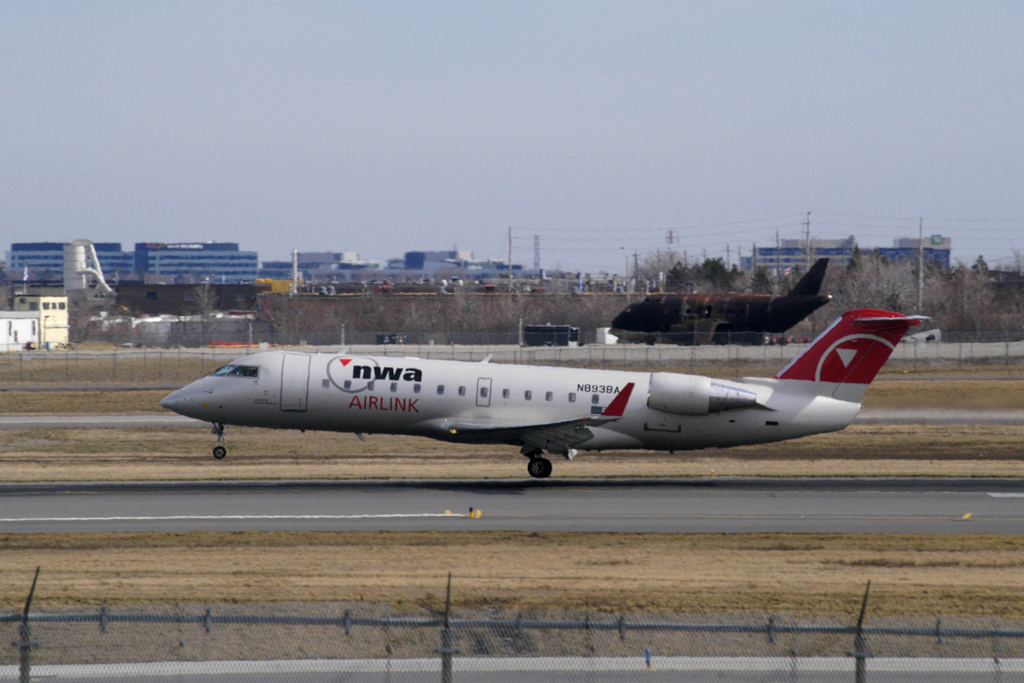
CRJ-440 авіакомпанії Pinnacle Airlines в Міжнародному аеропорту Торонто Пірсон

Авіакомпанія розгорнула три власних служби сервісу для літаків Bombardier Canadair Regional Jet: Maintenance (сервісне обслуговування), Ремонт (ремонт) та Overhaul (капітальний ремонт). Перший підрозділ перебуває на постійній базі в Ноксвілл (Теннессі) і одночасно може обслуговувати до чотирьох літаків в закритих ангарах. Базу в Ноксвіллі планується модернізувати до рівня проведення всіх сервісних процедур обслуговування CRJ (обслуговування, ремонт і капітальний ремонт). Інші підрозділи по ремонту та кап.ремонту CRJ в даний час знаходяться в Саут-Бенд і Форт-Уейні, штат Індіана.
8 травня 2002 року авіакомпанія змінила свою назву на Pinnacle Airlines. Радіопозивним авіаперевізника залишився використовуваний з 1985 року позивний «FLAGSHIP», оскільки позивний «PINNACLE» вже був закріплений за іншою чартерної компанією зі штату Арканзас. У листопаді 2003 року Pinnacle Airlines пройшла процедуру акціонування, розмістивши свої акції на біржі NASDAQ і отримавши власний код у лістингу акцій PNCL. До цього часу авіакомпанія працювала у 124 містах США під торговою маркою Northwest Airlink.
18 січня 2007 року Pinnacle Airlines оголосила про придбання авіакомпанії Colgan Air, яка після об'єднання збереже свою маршрутну мережу без змін. Купівля Colgan Air обійшлася в майже 20 мільйонів доларів США і мала своєю стратегічною метою отримання доступу до партнерських угод Colgan Air з магістральними авіакомпаніями Continental Airlines, United Airlines і US Airways.
Станом на березень 2007 року в компанії працювало 3.436 співробітників.
4 січня 2008 року Pinnacle Airlines стала незалежною авіакомпанією, викупивши власні привілейовані акції класу A у Northwest Airlines. Операція з придбання акцій була здійснена до придбання Northwest Airlines авіакомпанія Delta Air Lines..
В даний час флот Pinnacle Airlines знаходиться в процесі перефарбовування літаків CRJ-200 з лівреї бренду Northwest Airlink в ліврею торгової марки Delta Connection, вся процедура ребрендингу літаків повинна зайняти близько 16 місяців.

## Плани

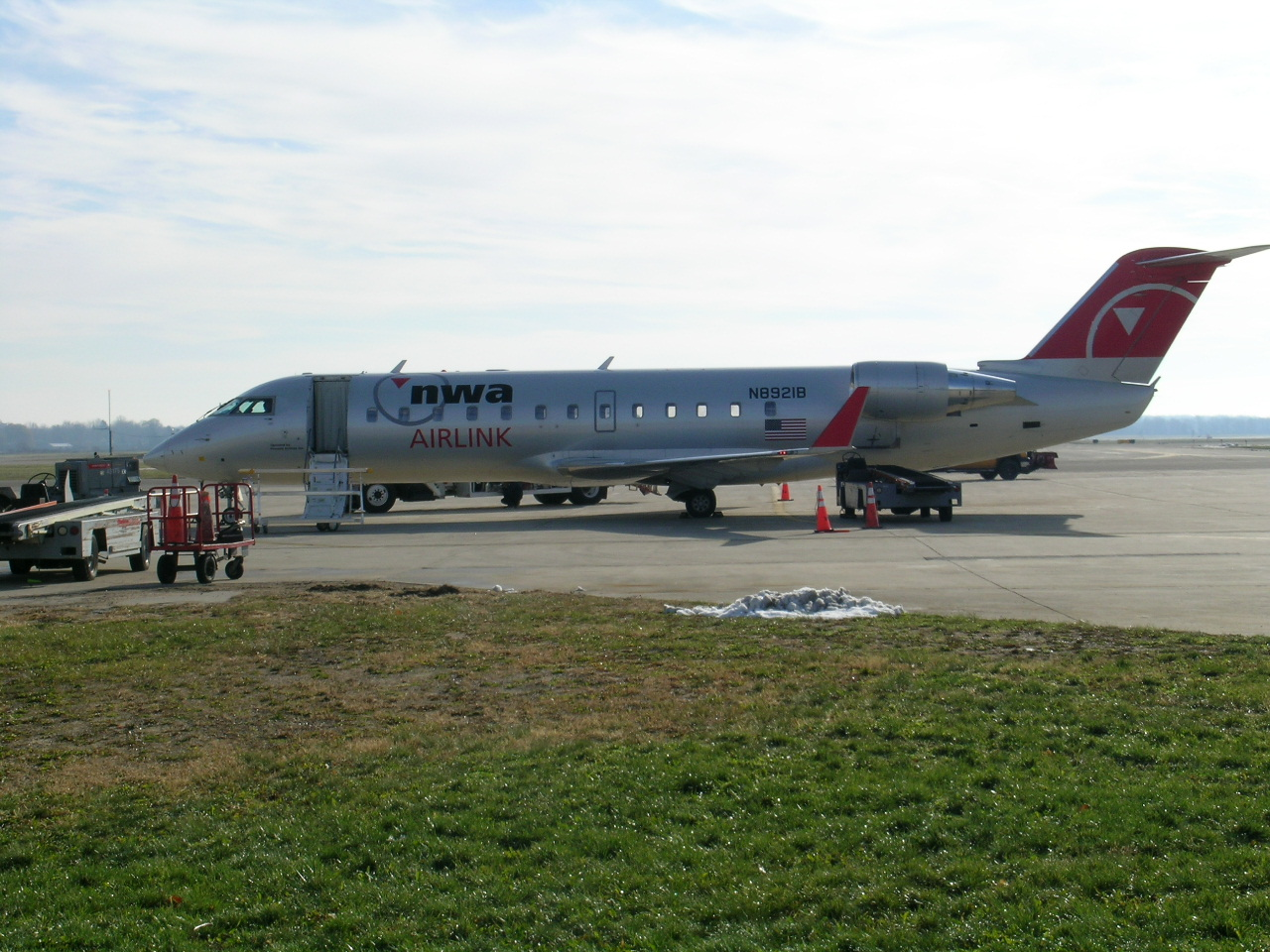
CRJ-200 авіакомпанії Pinnacle Airlines

21 грудня 2006 року Northwest Airlines і Pinnacle Airlines підписали нову угоду про партнерство, згідно з яким флот з 124 реактивних літаків Bombardier Canadair Regional Jet працює на регіональних напрямах NWA до літа 2017 року. Контракт передбачає реконфігурацію пасажирських салонів CRJ-200 в 76-й місцеву компонування сидінь.
У контракт також зазначено, що якщо керівництво Pinnacle Airlines і Асоціація пілотів авіакомпаній до 31 березня 2007 року не зможуть прийти до нового колективного договору з пілотами, то Northwest Airlines залишає за собою право вилучити до 17 літаків CRJ-200 з контракту між авіакомпаніями. Оскільки зазначений термін вийшов і нового договору укладено не було, NWA здійснила реалізацію свого права по висновку 17 літаків CRJ-200 з контракту, зменшуючи чисельність працюючого флоту на два літака щомісяця. Всі 17 одиниць CRJ-200 в кінцевому підсумку були виведені з флоту Pinnacle Airlines і передані до 2008 року в операційне управління авіакомпанії Mesaba Airlines.
За положеннями тієїж ж угоди керівництво Northwest Airlines дозволило Pinnacle Airlines працювати з іншими перевізниками, і в січні 2008 року нова дочірня авіакомпанія Colgan Air почала виконання регулярних рейсів з Міжнародного аеропорту Ньюарк Ліберті під брендом Continental Connection магістральної авіакомпанії Continental Airlines. Colgan Air, працюючи під брендом Continental Connection, також виконує рейси на 34-х місцевих літаках Saab 340 з Аеропорту Г'юстон Інтерконтинентал в міста штатів Техас, Луїзіана і Арканзас. У рамках партнерської угоди з Continental Airlines авіакомпанія Colgan Air почне регулярні пасажирські перевезення на 74-х місному літаку Bombardier Q400 в першу чергу на маршруті між Ньюарком (Ліберті) і Міжнародним аеропортом Торонто Пірсон (Канада). Даний маркетинговий крок націлений на створення жорсткої конкуренції канадській регіональній авіакомпанії Porter Airlines, що відкриває регулярний маршрут Ньюарк-Торонто на таких літаках Bombardier Q400.
30 квітня 2007 року Pinnacle Airlines уклала десятирічний контракт на використання торговельної марки перевізника Delta Connection авіакомпанії Delta Air Lines, в рамках якого було замовлено 16 літаків Bombardier CRJ-900. Поставки CRJ-900 почалися вже в листопаді 2007 року і повністю були виконані до травня 2009 року. Перша партія літаків приступила до виконання регулярних рейсів з Міжнародного аеропорту Атланта Хартсфілд-Джексон. 10 червня 2008 року керівництво Pinnacle Airlines заявила про розірвання договору з 31 липня 2008 року внаслідок відмови вносити зміни в маршрутний розклад авіакомпанії, що виходять за межі код-шерінгової угоди, проте 18 липня 2008 року керівництво Дельти оголосило про досягнутому додатковій угоді між авіакомпаніями, згідно з яким Pinnacle Airlines продовжить роботу в рамках умов первісного контракту.

## Маршрутна мережа авіакомпанії
Флот авіакомпанії Pinnacle Airlines працює з чотирьох власних хабів в Міжнародному аеропорту Мемфіс, Столичному аеропорту Детройта округу Уейн, Міжнародному аеропорту Міннеаполіс/Сент-Пол і Міжнародному аеропорту Хартсфілд-Джексон Атланта. Компанія здійснює пасажирські перевезення в більш, ніж 110 міст в 39 штатах США і Канади, виконуючи при цьому більше восьмисот рейсів на день.

## Флот
Станом на грудень 2009 року повітряний флот авіакомпанії Pinnacle Airlines складався з таких літаків:

## Авіаподії і нещасні випадки
14 жовтня 2004 року, рейс 3701 Літтл-Рок (Аризона)-Міннеаполіс (Міннесота), Bombardier CRJ-200. Літак, що виконував нічний перегінний рейс між аеропортами і слідував без пасажирів, розбився в районі Джефферсон-Сіті (Міссурі). Причиною катастрофи став вихід літака на закритичні кути атаки, зупинка двигунів і неможливість їх перезапуску через пошкодження під час зупинки. Загинули обидва пілоти.